# Полоз тонкохвостий
Полоз тонкохвостий (Orthriophis taeniurus) — неотруйна змія з роду родини. Має 8 підвидів. Інша назва «красива змія».

## Опис
Загальна довжина досягає 195 см. Голова слабко відмежована від шиї. Хвіст короткий. Ширина міжщелепного щитка трохи коротше його висоти, він сильно загинається на верхню сторону голови, помітно вдаючись тупим кутом між носовими. Є 1 великий передочний щиток. Спинна луска зі слабко вираженими поздовжніми реберцями, а бічні - гладенькі. Навколо середини тулуба є 25-28 лусок. Черевних щитків — 225-259, підхвостових щитків — 95-120 пар. Анальний щиток розділений. 
Зверху світло-бузкового кольору з 2 тонкими чорними поздовжніми лініями, які з'єднуються одна з одною поперечними смугами, відокремленими одна від одної однаковими проміжками. Це поєднання ліній утворює характерний малюнок у вигляді сходів, який зникає в задній частині спини. З боків тулуба проходять 2—3 рядки чорних плям, що переходять у смуги в задній частині тулуба. Хвіст чорний, з 4 білуватими або жовтуватими смугами: одна посередині зверху, інша по середній лінії знизу і по одній смузі розташовано на бічній поверхні. Забарвлення голови кольору глини з чорною смугою, яка проходить горизонтально через заочноямкові щитки. Черево жовтуватого кольору з темними плямами. Для молодих особин характерне забарвлення, яке схожа з дорослими полозами, але з більш різко вираженим малюнком. 

## Спосіб життя
Полюбляє гірські та низинні ліси, відкриті ділянки з трав'янистою рослинністю, садиби, городи поблизу людського житла. Активний удень. Харчується гризунами розмірами до щура, птахами.
Це яйцекладна змія. Самиця у червні-липні відкладає 10-13 яєць. 

## Розповсюдження
Мешкає у південно-східній Азії, Китаї, Кореї, Японії, Приморському краю Росії.

## Підвиди
- Orthriophis taeniurus callicyanous
- Orthriophis taeniurus grabowskyi
- Orthriophis taeniurus friesei
- Orthriophis taeniurus mocquardi
- Orthriophis taeniurus ridleyi
- Orthriophis taeniurus schmackeri
- Orthriophis taeniurus taeniurus
- Orthriophis taeniurus yunnanensis